# Pseudarmadillo maiteae
Pseudarmadillo maiteae är en kräftdjursart som beskrevs av Juarreo de Varona 2002. Pseudarmadillo maiteae ingår i släktet Pseudarmadillo och familjen Delatorreidae. Inga underarter finns listade i Catalogue of Life.